# Acumulador de carga rápida

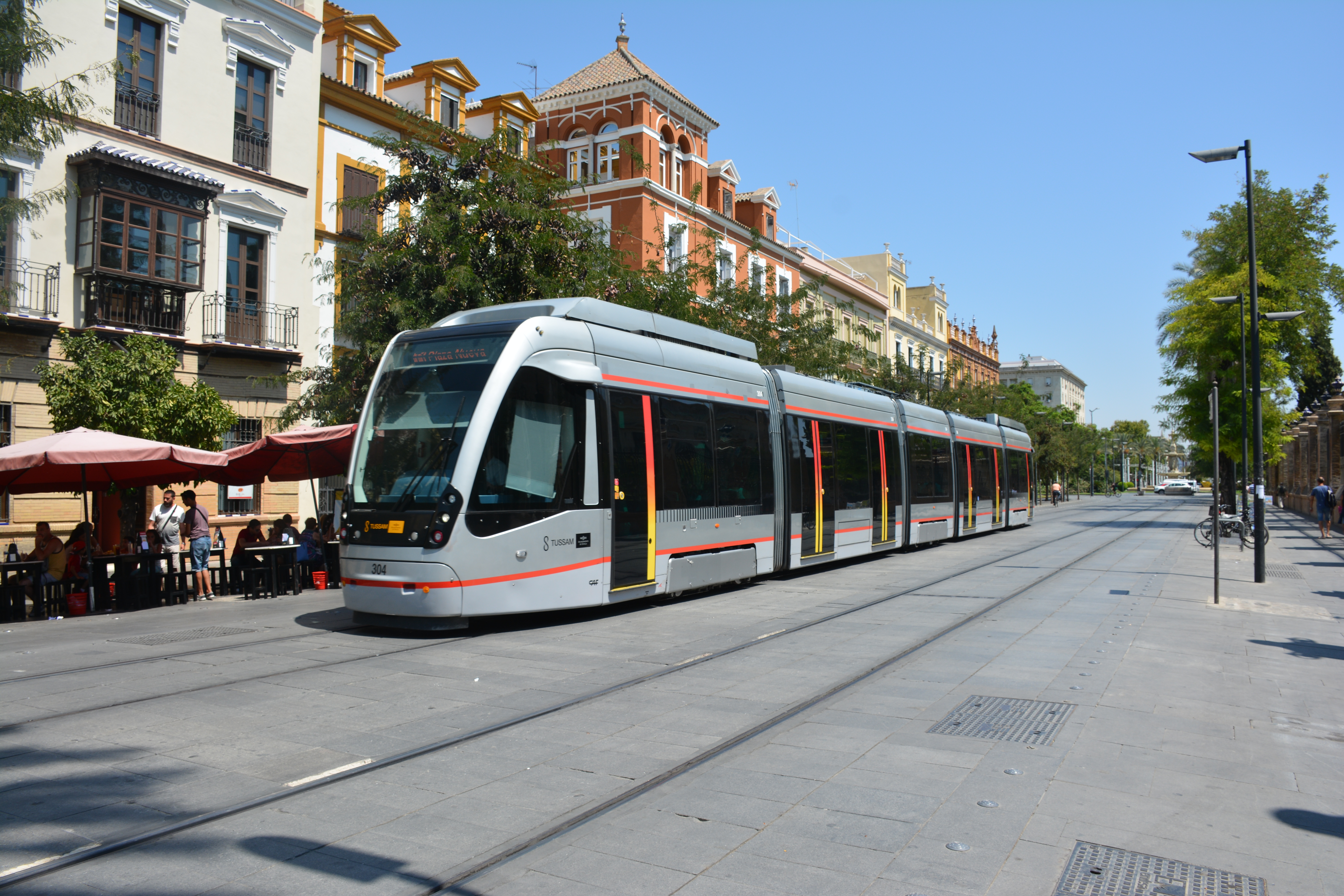
Tren de la línea 1 del Metro de Sevilla

El sistema ACR (Acumulador de Carga Rápida) es un sistema de alimentación de tranvías sin necesidad de hilo aéreo de contacto desarrollado por CAF con la colaboración de Trainelec, filial dedicada al diseño y fabricación de equipos de tracción ferroviarios. La conversión de una línea ya existente a este sistema no necesita modificaciones sobre la totalidad de la vía, sino que la carga de energía eléctrica se produce exclusivamente en las paradas. El sistema puede ser aplicado tanto a tranvías de nueva construcción como a tranvías ya existentes.
Varios sistemas compiten con el de CAF en el sector, como el sistema APS de Alstom. La ventaja del sistema de CAF es que permite acumular energía durante el frenado, aprovechando aquella que se quemaría en las resistencias de frenado. Esta cualidad permite aplicar este sistema a cualquier otro vehículo como metros y cercanías alimentados con tensión continua donde la receptividad de la catenaria es limitada y poco se puede devolver a la red.

## Funcionamiento del sistema
El tranvía es alimentado por baterías que se recargan con la energía del frenado y con la conexión a la red eléctrica en las paradas. Las baterías están basadas en ultracondensadores, que permiten una capacidad y una velocidad de carga necesarias para la operación del tranvía y que no eran viables anteriormente. El acumulador completo tiene un peso de una tonelada y se fija en el techo de la unidad del tranvía.
Un sistema de control electrónico controla la aplicación de corriente a los motores de tracción según las indicaciones del conductor. Durante la marcha del tranvía los motores consumen la corriente del acumulador. Al frenar, se utiliza un freno dinámico regenerativo. De esta manera los motores de tracción pasan de consumir corriente a generarla, corriente que se dedica a recargar el acumulador. Una vez completamente detenido en una parada el tranvía se conecta a la red eléctrica, generalmente a través de un pantógrafo sobre un hilo aéreo de contacto instalado exclusivamente en la parada, para completar la carga de la batería necesaria para llegar hasta la siguiente parada. La carga en la parada es de aproximadamente 30 segundos. Con este sistema el tranvía es capaz de recorrer con facilidad 1000 metros, distancia que puede variar según las características de la vía.

## Tranvías en los que está previsto el sistema
El sistema se fabrica en dos tamaños, para instalarlo en tranvías de ancho de vía de 1435 mm y de 1000 mm. Puede ser instalado en tranvías ya existentes, tanto de CAF como de otros fabricantes. CAF lo sitúa como opcional en su nuevo modelo de tranvía Urbos 3.
El sistema se estrena comercialmente en el Metrocentro de Sevilla, donde ya había circulado en pruebas. El sistema, según el contrato firmado entre CAF y el ayuntamiento de Sevilla, está instalado en los tranvías que ya circulaban por Metrocentro (2011), aunque CAF inicialmente propuso retrasar la entrega a cambio de regalar tranvías del nuevo modelo Urbos 3. Así CAF pudo utilizar Sevilla para promocionar tanto el nuevo modelo de tranvía como el sistema ACR de cara a futuros compradores.
CAF ha instalado la segunda generación del sistema en el tranvía de Zaragoza, actualmente en funcionamiento.

## Anexos